# Sörj för mig, min Fader kär
Sörj för mig, min Fader kär är en psalm av Ludämilie Elisabet av Schwarzburg-Rudolstadt (1640-1672) som översattes eller bearbetades av Uddo Lechard Ullman 1896 till en psalm med titelraden Sörj för mig, o Fader kär och sedan bearbetades av Jan Arvid Hellström 1983 till den nya titelraden.
Melodin är en tonsättning av Johann Crüger ur koralboken D.M. Luthers Und anderer vornehmen geistreichen und gelehrten Männer Geistliche Lieder und Psalmen från 1653 och enligt Koralbok för Nya psalmer, 1921 är det samma melodi som används till psalmen O min Jesus, dit du gått (1819 nr 128). I 1986 års psalmbok anges att melodin är "svensk andlig folkmelodi".

## Publicerad som
- Nr 592 i Nya psalmer 1921, tillägget till 1819 års psalmbok med titelraden "Sörj för mig, o Fader kär", under rubriken "Det Kristliga Troslivet: Troslivet hos den enskilda människan: Trons glädje och förtröstan".
- Nr 319 i 1937 års psalmbok med titelraden "Sörj för mig, o Fader kär", under rubriken "Trons glädje och förtröstan".
- Nr 554 i Den svenska psalmboken 1986 under rubriken "Förtröstan - trygghet".
- Nr 638 i Psalmer och Sånger 1987 med titelraden "Sörj för mig, o Fader kär", under rubriken "Att leva av tro - Förtröstan - trygghet".[1]